# IC 3600
IC3600, auch als Haro 30 sowie Mrk 650 und CT 19 katalogisiert, ist eine etwas über 200 Millionen Lichtjahre entfernte HII-Galaxie im Sternbild Haar der Berenike.
Der Eintrag des Objektes im Index Catalogue geht auf eine Beobachtung von Max Wolf am 23. März 1903 zurück.